# Kildinstrói
Kildinstrói (ruso: Кильдинстро́й) es un asentamiento de tipo urbano de Rusia perteneciente al raión de Kola de la óblast de Múrmansk.
En 2019, la localidad tenía una población de 1947 habitantes. Su territorio, con una población total de 4903 habitantes en 2019, incluye como pedanías las localidades rurales de Golubýe Ruchyí, Zverosovkhoz, Magnetity y Shonguy.
Fue fundado en 1935 como un centro de fabricación de ladrillos, para dar servicio al rápido crecimiento urbano que tenía Múrmansk en aquella época. Adoptó el estatus de asentamiento de tipo urbano en 1937.
Se ubica a orillas del río Kola, unos 10 km al sur de la capital distrital Kola sobre la carretera E105 que lleva a Carelia.